# Krytonosek czarny
Krytonosek czarny (Scytalopus alvarezlopezi) – gatunek małego ptaka z rodziny krytonosowatych (Rhinocryptidae). Jest endemitem Kolumbii występującym w Andach w zachodniej części kraju. W Czerwonej księdze gatunków zagrożonych IUCN klasyfikowany jest jako gatunek bliski zagrożenia (NT, ang. Near Threatened).

## Systematyka
Gatunek ten po raz pierwszy zgodnie z zasadami nazewnictwa binominalnego opisali F. Gary Stiles, Oscar Laverde-R. i Carlos Daniel Cadena w 2017 roku na łamach „The Auk”, nadając mu nazwę Scytalopus alvarezlopezi. Autorzy opisali gatunek na podstawie dwóch okazów samców (samicy nie znaleziono), a jako miejsce typowe podali Alto de Pisones w gminie Mistrató w departamencie Risaralda w Kolumbii. Od spokrewnionych kolumbijskich gatunków z rodzaju Scytalopus odróżniać je miała pieśń i mitochondrialny DNA, z kolei różnice w upierzeniu były subtelne. W 2018 roku South American Classification Committee (SACC) zaakceptował Scytalopus alvarezlopezi jako nowy gatunek. Krytonosek czarny jest gatunkiem monotypowym.

### Etymologia
- Scytalopus: gr. σκυταλη skutalē lub σκυταλον skutalon „kij, pałka”; πους pous, ποδος podos „stopa”[8].
- alvarezlopezi: na cześć kolumbijskiego ornitologa prof. Humberto Álvarez-López (ur. 1943)[9].

## Morfologia
Mały ptak o czarnym dziobie z dwukolorowym wnętrzem, bladoróżowobiałą częścią środkową i językiem oraz czarnymi bokami i końcem języka. Nogi i stopy ciemnobrązowe, podeszwy ciemnoszarobrązowe. Tęczówki ciemnobrązowe. Samiec jest prawie jednolicie czarny, tylko na skrzydłach i zadzie lekko zabarwiony na brązowo. Podbródek i gardło nieco jaśniejsze, od ciemnoszarego do czarnoszarego, reszta dolnych części ciała czarniawo-szarawa z brązowym odcieniem. Choć samica nie została jeszcze opisana, ocenia się, że występuje niewielki dymorfizm płciowy.
Szczegółowe wymiary na podstawie:
|                       | Samiec    |
| --------------------- | --------- |
| Masa ciała (g)        | 24,0–25,4 |
| Długość ogona (mm)    | 38,9–39,6 |
| Długość dzioba (mm)   | 15,6–15,9 |
| Długość skrzydła (mm) | 53,9–54,6 |
| Skok (mm)             | 22,2–22,6 |

## Zasięg występowania
Krytonosek czarny występuje tylko na pacyficznych stokach kolumbijskich Andów od zachodniego Chocó na południe do południowo-zachodniej części Valle del Cauca. Zasięg występowania (EOO, Extent of Occurrence) według szacunków organizacji BirdLife International obejmuje około 26,7 tys. km², występuje prawdopodobnie w 6–10 populacjach, występuje w zakresie wysokości od 1350 do 2200 m n.p.m.

## Ekologia i zachowanie
Jego głównym habitatem jest gęsty podszyt pierwotnych lasów mglistych, głównie w wąwozach i na zboczach. Bardzo mało wiadomo o diecie tego gatunku. W żołądkach dwóch złowionych egzemplarzy, w tym holotypu, znaleziono szczątki stawonogów, m.in. chrząszczy i pająka. Długość pokolenia jest określona na 3,1 lat.

### Rozmnażanie
Niewiele wiadomo o rozmnażaniu tego gatunku.

## Status
W Czerwonej księdze gatunków zagrożonych IUCN od 2019 roku krytonosek czarny jest uznawany za gatunek bliski zagrożenia (NT, ang. Near Threatened). Wielkość populacji nie została oszacowana, jednak na podstawie szacunków dla siostrzanego gatunku o podobnych wymaganiach – krytonoska ekwadorskiego (Scytalopus robbinsi) – populacja krytonoska czarnego może wahać się od 20 tys. do niecałych 50 tys. dorosłych osobników. Trend populacji jest określony jako spadkowy.